# NXT Vengeance Day (2025)
Vengeance Day 2025 року (укр. День Помсти) — шоу професійного реслінгу, організоване WWE. Це п'яте щорічне шоу Vengeance Day, що проводилося під брендом розвитку талантів NXT (також участь взяли три реслери RAW), і 13-й «День Помсти» загалом, а також перший, на якому не був використаний логотип NXT з 2011 року. Подія транслювалася на лайвстримінгових платформах WWE і відбулася в суботу, 15 лютого 2025 року (за місцевим часом), на Кейрфьорс-арені у Вашингтоні, округ Колумбія. Це була перша трансляція Vengeance Day, а також перший великий захід NXT, котрий транслювався в прямому ефірі на Netflix.

## Матчі
| №                                                    | Результати                                                                                     | Умови                                                           | Час   |
| ---------------------------------------------------- | ---------------------------------------------------------------------------------------------- | --------------------------------------------------------------- | ----- |
| 1                                                    | Стефані Вакер перемогла Феллон Генлі (c) (з Джейсі Джейн й Джазмін Нікс) утриманням опонентки. | Одиночний матч за Чемпіонство Північної Америки NXT серед жінок | 15:01 |
| 2                                                    | Аксіом та Нейтан Фрейзер (c) перемогли Джоша Бріггса і Йошікі Інамуру утриманням опонента.     | Командний матч за Командне чемпіонство NXT                      | 10:24 |
| 3                                                    | Едді Торп переміг Тріка Вільямса утриманням опонента.                                          | Матч з ременем                                                  | 10:58 |
| 4                                                    | Ітан Пейдж переміг ДжеʼВона Еванса утриманням опонента.                                        | Одиночний матч                                                  | 12:00 |
| 5                                                    | Оба Фемі (c) переміг Остіна Тіорі та Грейсона Воллера утриманням опонента.                     | Тристоронній матч за Чемпіонство NXT                            | 13:12 |
| 6                                                    | Джулія перемогла Бейлі, Роксанн Перес та Кору Джейд утриманням опонентки.                      | Чотиристоронній матч за Чемпіонство NXT серед жінок             | 18:31 |
| \| (c) \| – чемпіон(-и) на момент старту поєдинку \| |                                                                                                |                                                                 |       |
| (c)                                                  | – чемпіон(-и) на момент старту поєдинку                                                        |                                                                 |       |